# San Isidro (Davao Oriental)
San Isidro is een gemeente in de Filipijnse provincie Davao Oriental op het eiland Mindanao. Bij de laatste census in 2007 had de gemeente ruim 32 duizend inwoners.

## Geografie

### Bestuurlijke indeling
San Isidro is onderverdeeld in de volgende 16 barangays:
| - Baon - Batobato - Bitaogan - Cambaleon - Dugmanon - Iba - La Union - Lapu-lapu | - Maag - Manikling - Maputi - San Miguel - San Roque - Santo Rosario - Sudlon - Talisay |

## Demografie
San Isidro had bij de census van 2007 een inwoneraantal van 32.139 mensen. Dit zijn 434 mensen (1,4%) meer dan bij de vorige census van 2000. De gemiddelde jaarlijkse groei komt daarmee uit op 0,19%, hetgeen lager is dan het landelijk jaarlijks gemiddelde over deze periode (2,04%). Vergeleken met de census van 1995 is het aantal mensen met 1.860 (6,1%) toegenomen.

De bevolkingsdichtheid van San Isidro was ten tijde van de laatste census, met 32.139 inwoners op 220,44 km², 145,8 mensen per km².